# Симон Дракул
Симон Дракул (на македонска литературна норма: Симон Дракул) е писател, преводач и историк от Република Македония. Член е на Дружество на писателите на Македония.

## Биография
Роден е в Лазарополе на 24 септември 1930 година. Учи в Охрид и в Скопие. Завършва Филологическия факултет на Скопския университет. Доктор е на философските науки. Работи във вестниците „Млад борец“ и „Нова Македония“, като редактор в издателската къща „Кочо Рацин“ и директор на драмата в Македонския народен театър в Скопие. Член е на редакцията на списанието „Современост“. Работи като научен съветник в Института за национална история на Македония. Член е на Дружеството на писателите на Македония от 1953 година. Бил е и негов председател.
Умира в Скопие на 11 януари 1999 година.

## Творчество
- „Планините и далечините“ (разкази, 1953)
- „Витли во поројот“ (разкази, 1956)
- „И звездите паѓаат сами“ (роман, 1957)
- „Белата долина“ (роман, 1962)
- „До победата и по неа“ (сценарий, 1966)
- „Буни“ (триптих: повест, роман, драма, 1980)
- „Распаќа“ (разкази, 1985)
- „Архимандрит Анатолиј Зографски“ (монография, 1988)
- „Или смрт“, тетралогия: „Глужд“, „Јас Георги Николов Делчев“, „Полноќна чета“, „Кобно место“ (1989),
- „Жедна месечина“ (роман, 1997)
- „Апостол војвода“ (монодрама, 1998)